# آلن مارکاریان
آلن مارکاریان (انگلیسی: Alen Markaryan؛ زادهٔ ۲۷ مهٔ ۱۹۶۶) ستون‌نویس ورزشی ارمنی‌تبار اهل ترکیه است. وی از چهره‌های اصلی گروه چارشی، مهم‌ترین گروه هواداری باشگاه فوتبال بشیکتاش است. وی همچنین مالک یک رستوران با نام (ترکی استانبولی: Aleni Kebap Salonu) در شهر استانبول است.